# 군신
군신(軍神)은 다음과 같은 뜻이 있다.
1. 군사·전쟁을 관장하는 신. 무신(武神) 내지는 투신(鬪神), 전신(戰神)이라고도 함.
2. 장렬한 전사를 이루어 신격화된 군인.

## 일본의 군신
일본에서는 아마테라스오미카미가 니니기노미코토를 위원중국에 내려보냄에 즈음하여 다케미카즈치노카미와 후쓰누시노카미가 선발되어 평정을 했다는 고사가 《일본서기》에 기록되어 있으며, 그 2위(位)의 신을 각각 모신 가시마 신궁·가토리 신궁은 예로부터 군신으로서 숭앙을 받았다. 또한 위원중국을 건국한 오쿠니누시노카미와 그 자식되는 다케미카즈치노카미와 싸운 다케미나카타노카미(스와 대사의 제신) 역시 군신으로 취급되었다.
《간에이제가계도전》 제일(속군서류종완성회)을 보면 미나모토노 요리요시가 고헤이 5년(1062년)에 "분부하시되, 싸움의 승부가 오늘에 달렸으니 여(余)는 군신께 배(拝)코자 한다, 라 하시며, 큰소리를 내기를 3번"했다는 구절이 있어 홍의 성(鬨の声)과 비슷하게 그를 3번 되풀이하는 관례가 존재했음이 확인된다. 아울러 헤이안 시대 후기부터 중세에 걸쳐 무가는 필두인 세이와 겐지가 이와시미즈하치만을 씨신으로 삼아 가마쿠라의 쓰루가오카하치만궁을 비롯하여 각지에 권청함으로써 하치만신은 널리 무사에게 군신으로 숭배되었다.
"사람들이 지상에서 싸움을 벌일 적에 천상에서는 신들 역시 똑같이 싸우고 있다"는 '신군·신전사상(神軍・神戦思想)'은 가마쿠라 후기(13세기 말)의 몽고 습래 시에 가장 명료한 형태로서 나타났다. 그로부터 1세기 후의 《메이토쿠기》에 그와 똑같은 사상이 확인되며 내용에 있어서는 신사에 신찬이 모이지 않음을 이상하게 여긴 승려가 꿈속에서, 메이토쿠의 난에 즈음하여 하치만신이 스와·스미요시신에 명하여 서울[都]에 신들이 모인 까닭에 신이 부재한 신사는 제례도 신찬도 필요없다는 계시를 받았다는 기술이 있다.
중세에는 신불습합의 영향으로 군신은 육식을 싫어한다는 사고가 생겨났고 가미이즈미 노부쓰나전의 《훈열집》(오에씨병법서를 전국풍으로 고친 병서) 권육·권팔에는 "군신은 제육(諸肉)을 싫어한다", "진중에서는 금(禁)육식"이라는 기술이 보인다. (단 스와 대사의 제신은 육식을 허한 수렵의 신으로서 널리 신앙되어 그 예외에 속한다.) 아울러 권육 〈실험〉에는 개의 성(凱の声)은 군신을 권청하는 것이며, 승개(勝凱)를 만드는 것은 군신을 돌려보내드리는 소리라는 기술이 있다.
전장에서 군신은 깃발에 내린다고 생각되어 《오다와라호조기》 권삼을 보면 "우에스기 도모사다는 아버지를 사별하고 백일재도 채 치르지 않았건만 싸움에 마냥 정신이 팔려 있다. 신은 청정한 곳에 몸을 유하고 오탁에서 모습을 감춘다. 도대체가 더러움에 물들여진 깃발 위에 어찌 수호의 군신이 모습을 비추냐는 말인가"라는 구절이 있어 군신이라 해도 상중의 더러움에는 질색한다는 주장이 만들어졌다.
전장에서 베어온 목은 수실검 후 군신에게 바치는 것으로 여겨졌으며 《간토고전록》 권삼을 보면 "우에스기 가게토라는 수실검을 하고 군신에 바칠 제물이 생겼다며 기뻐했다"라는 구절이 있다.
근대에 들면 용맹한 전사자에 대한 미칭으로 쓰였다. 니시즈미 고지로 중위 이후로는 군이 직접 지정하기도 했다.